# Elaphoglossum loreae
Elaphoglossum loreae är en träjonväxtart som beskrevs av John T. Mickel. Elaphoglossum loreae ingår i släktet Elaphoglossum och familjen Dryopteridaceae. Inga underarter finns listade.